# Werner Hager (Kunsthistoriker)
Werner Erwin Herwarth Gerold Hager (* 13. Juli 1900 in Dresden; † 9. Mai 1997 in Oberhausen, Oberbayern), evangelisch, war ein deutscher Kunsthistoriker sowie Hochschullehrer.

## Leben
Werner Hager, der 1900 in Dresden als Sohn des 1914 in Frankreich gefallenen Offiziers Max Georg Hager sowie seiner Ehefrau Mathilde geborene Davall von Vevey (Enkelin des Edmond Davall) zur Welt kam, wuchs bis zum Ausbruch des Ersten Weltkrieges in Straßburg auf. Danach kehrte er mit seiner Familie nach Dresden zurück, dort legte er 1919 das Abitur ab. Im Anschluss wandte er sich dem Studium der Kunstgeschichte an den Universitäten Genf, Basel, München sowie Berlin zu, das er 1927 in Basel mit dem Erwerb des akademischen Grades eines Dr. phil. abschloss.
Hager bekleidete anschließend zwischen 1929 und 1930 eine Dozentur an der University of Wisconsin–Madison im US-Bundesstaat Wisconsin. 1931 trat Hager eine Stelle als wissenschaftlicher Assistent an der Ruprecht-Karls-Universität Heidelberg an. Werner Hager, der zum 1. Mai 1933 der NSDAP beigetreten war (Mitgliedsnummer 3.142.907), habilitierte sich dort 1936 für Kunstgeschichte. Im Folgejahr wechselte er als Privatdozent für Kunstgeschichte an die Westfälische Wilhelms-Universität, 1943 wurde er zum außerplanmäßigen, 1950 zum ordentlichen Professor ernannt, 1965 erfolgte seine Emeritierung. Zusätzlich übte er zeitweise das Amt des Vizepräsidenten des Westfälischen Kunstvereins aus.
Werner Hager, der im Besonderen durch grundlegende Beiträge zum Barock sowie zur Kunst des 19. Jahrhunderts hervortrat, erhielt 1965 die Ehrendoktorwürde der Universität Lille, 1967 den Ordensgrad Officier des Palmes Académiques, 1982 wurde ihm das Bundesverdienstkreuz am Bande verliehen.
Werner Hager war mit Margarete geborene Heinl verheiratet, mit der er ein Kind hatte. Er verstarb 1997 im Alter von 96 Jahren.

## Schriften
- Die Ehrenstatuen der Päpste, Dissertation, Poeschel & Trepte, Leipzig, 1929
- Das geschichtliche Ereignisbild : Beitrag zu einer Typologie des weltlichen Geschichtsbildes bis zur Aufklärung, Habilitationsschrift, Neuer Filser-Verlag, München, 1939
- Meisterbildnisse der Dürerzeit, Frick, Wien, 1940
- Diego Velázquez: Die Übergabe von Breda, Reclam, Stuttgart, 1956
- Barock : Skulptur und Malerei, Holle, Baden-Baden, 1974
- Barock-Architektur, Holle, Baden-Baden, 1976
- Geschichte in Bildern : Studien zur Historienmalerei des 19. Jahrhunderts, Georg Olms Verlag, Hildesheim, New York, 1989